# Anatomía de una caída
Anatomía de una caída (título original en francés: Anatomie d'une chute, título internacional: Anatomy of a Fall) es una película francesa de suspenso y drama judicial de 2023 dirigida por Justine Triet a partir de un guion coescrito junto con Arthur Harari. Está protagonizada por Sandra Hüller como una escritora que intenta demostrar su inocencia en la muerte de su marido.
Anatomía de una caída se estrenó en el 76.º Festival de Cine de Cannes el 21 de mayo de 2023, donde ganó la Palma de Oro y el premio Palm Dog, y compitió por la Queer Palm. Fue estrenada en cines en Francia por Le Pacte el 23 de agosto de 2023.
La película recibió elogios de la crítica, fue aclamada por la dirección de Triet y la interpretación de Hüller, y vendió más de un millón de entradas en Francia. Continuó ganando premios, incluidos el Premio de la National Board of Review a la Mejor Película Internacional y el Óscar a mejor guion original en la 96.ª edición de los premios, además de recibir tres nominaciones en la 81.ª edición de los Globos de Oro.

## Sinopsis
En un aislado chalet de montaña cerca de Grenoble, en los Alpes franceses, Samuel Maleski pone música en su ático tan alto que su esposa, la novelista bisexual Sandra Voyter, pide reprogramar la cita con la estudiante que la entrevista. Su hijo, Daniel, que es invidente, regresa de una larga caminata con su perro guía Snoop y encuentra a Samuel muerto debajo de la ventana de su ático. Hablando con un viejo amigo, el abogado Vincent Renzi, Sandra dice que la caída debe haber sido accidental.
Cuando Vincent dice que el tribunal no lo creerá, Sandra le cuenta a Vincent sobre el intento de Samuel de sufrir una sobredosis de aspirina seis meses antes, después de haber dejado de tomar antidepresivos. Vincent nota un hematoma en su brazo, que ella le dice que fue resultado de chocar contra una encimera.
Daniel le dice a la investigación policial que sus padres estaban conversando tranquilamente cuando él salió de la casa, pero da relatos contradictorios sobre dónde se encontraba exactamente. Esto, combinado con una autopsia que revela la herida en la cabeza de Samuel que ocurrió antes de que su cuerpo cayera al suelo, salpicaduras de sangre y una grabación de audio que Samuel hizo de una pelea que él y Sandra tuvieron el día antes de morir, genera una acusación.
Durante el juicio, el equipo de defensa de Sandra afirma que Samuel se cayó de la ventana del ático y se golpeó la cabeza contra un cobertizo, mientras que la teoría de la fiscalía es que Sandra lo golpeó con un objeto contundente y lo empujó desde el balcón del tercer piso. Durante una discusión en el tribunal con el psiquiatra de Samuel, quien insiste en que Samuel no tenía ninguna intención suicida, ella habla de su resentimiento hacia Samuel.
En la pelea grabada, Samuel la acusa de plagio, infidelidad y de ejercer control sobre su vida. La prolongada discusión se vuelve físicamente violenta, pero no está claro quién golpea a quién. La fiscalía afirma que toda la violencia procedía de Sandra. Ella dice que había arrojado un vaso a una pared y abofeteado a Samuel, y que los moretones en sus brazos se debían a que Samuel la agarró, y que el resto de la violencia que se escuchó fue que Samuel se golpeaba a sí mismo.
Después de que Sandra admite haber tenido una aventura con una mujer el año anterior a la muerte de Samuel, la fiscalía argumenta que la música alta de Samuel indicaba celos por el coqueteo de Sandra con la entrevistadora, lo que llevó a una confrontación física en la que la fiscalía afirma que Sandra lo mató. El fiscal observa su patrón de escribir sus conflictos personales en sus historias y cómo asesinar a Samuel podría reflejar los pensamientos de un personaje secundario de su novela más reciente.
Sandra protesta porque una grabación de audio no representa ni remotamente la naturaleza de su matrimonio, ni las palabras de un personaje de una de sus novelas reflejan sus propias inclinaciones. Perturbado por lo ocurrido, Daniel insiste en testificar antes de los argumentos finales del lunes siguiente, y la jueza establece reglas básicas estrictas para evitar que alguien influya en el testimonio de Daniel.
Luego, Daniel le pide a Sandra que salga de su casa durante el fin de semana para que solo su supervisora de la corte, Marge, les vigile a él y a Snoop. Después de escuchar el testimonio de Sandra sobre la sobredosis de aspirina de Samuel, Daniel recordó que Snoop se enfermó en ese momento y ahora sospecha que Snoop había comido algo del vómito de Samuel, por lo que ese fin de semana deliberadamente le da a Snoop aspirina y descubre que tiene el mismo efecto, lo que se alinea con el testimonio de Sandra.
Daniel le confía a Marge su angustia al tratar de determinar qué es la verdad, y esta le advierte que a veces, cuando no se sabe qué es realmente verdad, se puede simplemente decidir qué es verdad para nosotros. En el estrado de los testigos, Daniel dice que si su madre hizo esto, él no puede entenderlo, pero si su padre lo hizo, sí puede. Él testifica que cuando él y Samuel llevaban a Snoop al veterinario, su padre le habló sobre la necesidad de estar preparado para que sus seres queridos mueran y saber que su vida continuará, lo que Daniel ahora ve como los propios pensamientos suicidas de Samuel.
Sandra pronto es absuelta tras el testimonio de Daniel. Cuando llega a casa, Daniel le dice que tenía miedo de su regreso y ella dice que ella también, lo que lleva a un cálido abrazo de reencuentro. Mientras Sandra se dirige a la cama, se detiene en una foto de ella y Samuel antes de quedarse dormida con Snoop.

## Reparto
- Sandra Hüller como Sandra Voyter
- Swann Arlaud como Vincent Renzi[3]

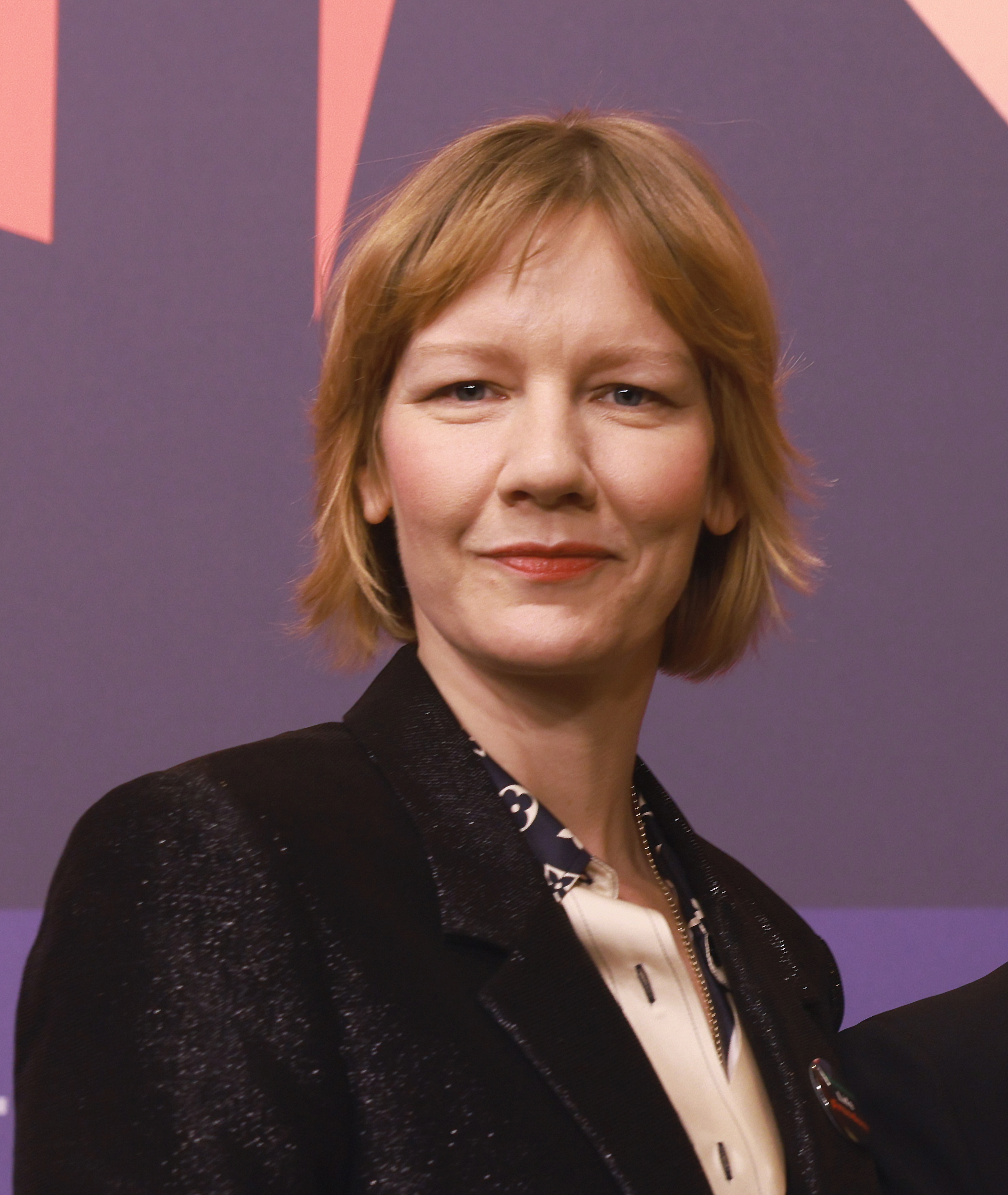
La actriz alemana Sandra Hüller fue nominada en los Premios Óscar, en los Premios Globos de Oro y galardonada en los Premio del cine europeo y Premios César por su interpretación.

- Milo Machado-Graner como Daniel Maleski[3]
- Antoine Reinartz como el fiscal[3]
- Samuel Theis como Samuel Maleski[3]
- Jehnny Beth como Marge[3]
- Saadia Bentaieb como Nour[3]
- Camille Rutherford como Zoé[3]
- Anne Rotger como la presidenta[3]
- Sophie Fillières como Monica[3]

## Lanzamiento
Anatomía de una caída tuvo su estreno mundial en el 76.º Festival de Cine de Cannes el 21 de mayo de 2023. Le Pacte lo estrenó en cines en Francia el 23 de agosto de ese mismo año.

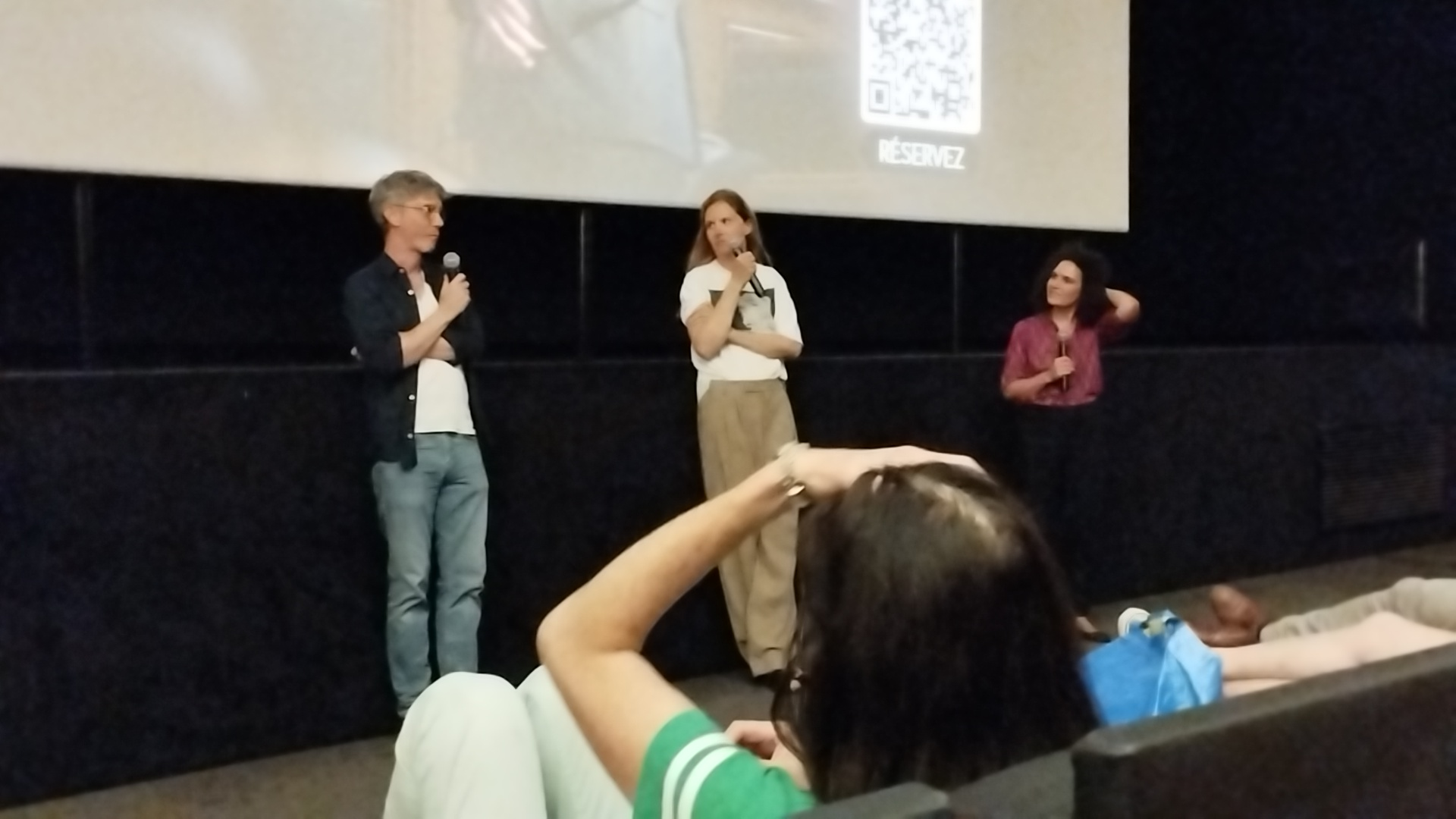
El actor Swann Arlaud y la directora Justine Triet en el estreno mundial de la película en agosto de 2023.

## Recepción

### Crítica
La película recibió críticas positivas. En el agregador de reseñas en línea Rotten Tomatoes, el 96 % de 158 críticos realizaron críticas positivas, con una valoración media de 8.6/10. El consenso del sitio web dice: "Un procedimiento inteligente y sólidamente elaborado que está anclado en el drama familiar", encuentra Anatomy of a Fall a la estrella Sandra Hüller y a la directora y coguionista Justine Triet operando a su máxima potencia". El sitio web Metacritic, que utiliza un promedio ponderado, asignó a la película una puntuación de 86 sobre 100, basada en 43 críticas, lo que indica "aclamación universal", y otorgó a la película una calificación media de 4.4/5, basada en 40 críticas francesas.

### Premios y nominaciones
| Premio/Festival de cine                               | Fecha                    | Categoría                                                               | Nominado(a)                                                     | Resultado    | Ref.   |
| ----------------------------------------------------- | ------------------------ | ----------------------------------------------------------------------- | --------------------------------------------------------------- | ------------ | ------ |
| Festival de Cannes                                    | 27 de mayo de 2023       | Palme d'Or                                                              | Justine Triet                                                   | Ganadora     | [ 5 ]  |
| Festival de Cannes                                    | 26 de mayo de 2023       | Queer Palm                                                              | Justine Triet                                                   | Nominada     | [ 6 ]  |
| Festival de Cannes                                    | 26 de mayo de 2023       | Palm Dog                                                                | Messi                                                           | Ganadora     | [ 7 ]  |
| Festival de Cine de Sídney                            | 18 de junio de 2023      | GIO Premio de Audiencia para la narración de una película internacional | Justine Triet                                                   | Ganadora     | [ 8 ]  |
| Festival de Bruselas                                  | 5 de julio de 2023       | Grand Prix - Competición internacional                                  | Justine Triet                                                   | Nominada     | [ 9 ]  |
| Festival de Bruselas                                  | 5 de julio de 2023       | Competición internacional - Premio de audiencia                         | Justine Triet                                                   | Ganadora     | [ 9 ]  |
| Festival de Locarno                                   | 12 de agosto de 2023     | Piazza Grande - UBS Premio de audiencia                                 | Justine Triet                                                   | Nominada     | [ 10 ] |
| Cinéfest Sudbury International Film Festival          | 28 de septiembre de 2023 | Elección del público a la mejor película                                | Justine Triet                                                   | Subcampeona  |        |
| Film Festival Cologne                                 | 26 de octubre de 2023    | Premio de Cine Cologne                                                  | Justine Triet                                                   | Ganadora     |        |
| Premios Gotham                                        | 27 de noviembre de 2023  | Mejor guion                                                             | Justine Triet y Arthur Harari                                   | Ganadora     | [ 11 ] |
| Premios Gotham                                        | 27 de noviembre de 2023  | Mejor película internacional                                            | Anatomia de una caída                                           | Ganadora     | [ 11 ] |
| Premios del Círculo de Críticos de Cine de Nueva York | 30 de noviembre de 2023  | Mejor película en lengua extranjera                                     | Anatomia de una caída                                           | Ganadora     | [ 12 ] |
| Premios del Cine Independiente Británico              | 3 de diciembre de 2023   | Mejor película independiente internacional                              | Justine Triet, Arthur Harari, Marie-Ange Luciani, y David Thion | Ganadores    | [ 13 ] |
| National Board of Review                              | 6 de diciembre de 2023   | Mejor película internacional                                            | Anatomia de una caída                                           | Ganadora     | [ 14 ] |
| Premio Louis Delluc                                   | 6 de diciembre de 2023   | Mejor película                                                          | Justine Triet                                                   | Nominada     | [ 15 ] |
| European Film Awards                                  | 9 de diciembre de 2023   | Mejor Montaje                                                           | Laurent Sénéchal                                                | Ganadora     | [ 16 ] |
| European Film Awards                                  | 9 de diciembre de 2023   | Mejor película                                                          | Anatomia de una caída                                           | Ganadora     | [ 17 ] |
| European Film Awards                                  | 9 de diciembre de 2023   | Mejor Dirección                                                         | Justine Triet                                                   | Ganadora     | [ 17 ] |
| European Film Awards                                  | 9 de diciembre de 2023   | Mejor Guion                                                             | Arthur Harari y Justine Triet                                   | Ganadora     | [ 17 ] |
| European Film Awards                                  | 9 de diciembre de 2023   | Mejor Actriz                                                            | Sandra Hüller                                                   | Ganadora     | [ 17 ] |
| Washington D. C. Area Film Critics Association Awards | 9 de diciembre de 2023   | Mejor película en lengua extranjera                                     | Anatomy of a Fall                                               | Ganadora     | [ 18 ] |
| Washington D. C. Area Film Critics Association Awards | 9 de diciembre de 2023   | Mejor guion original                                                    | Arthur Harari, Justine Triet                                    | Nominados    | [ 18 ] |
| Washington D. C. Area Film Critics Association Awards | 9 de diciembre de 2023   | Mejor actuación juvenil                                                 | Milo Machado Graner                                             | Nominada     | [ 18 ] |
| Boston Society of Film Critics Awards                 | 10 de diciembre de 2023  | Mejor actriz                                                            | Sandra Hüller                                                   | Nominada     | [ 19 ] |
| Los Angeles Film Critics Association Awards           | 10 de diciembre de 2023  | Mejor actuación protagonista                                            | Sandra Hüller                                                   | Ganadora     | [ 20 ] |
| Los Angeles Film Critics Association Awards           | 10 de diciembre de 2023  | Mejor montaje                                                           | Laurent Sénéchal                                                | Ganadora     | [ 20 ] |
| Los Angeles Film Critics Association Awards           | 10 de diciembre de 2023  | Mejor película extranjera                                               | Anatomia de una caída                                           | Ganadora     | [ 20 ] |
| Chicago Film Critics Association Awards               | 12 de diciembre de 2023  | Mejor película extranjera                                               | Anatomia de una caída                                           | Nominada     | [ 21 ] |
| Chicago Film Critics Association Awards               | 12 de diciembre de 2023  | Mejor actriz                                                            | Sandra Hüller                                                   | Nominada     | [ 21 ] |
| Chicago Film Critics Association Awards               | 12 de diciembre de 2023  | Mejor guion original                                                    | Arthur Harari y Justine Triet                                   | Nominados    | [ 21 ] |
| Chicago Film Critics Association Awards               | 12 de diciembre de 2023  | Artista más prometedor                                                  | Milo Machado Graner                                             | Nominada     | [ 21 ] |
| St. Louis Film Critics Association                    | 17 de diciembre de 2023  | Mejor película                                                          | Anatomia de una caída                                           | Nominada     | [ 22 ] |
| St. Louis Film Critics Association                    | 17 de diciembre de 2023  | Mejor película internacional                                            | Anatomia de una caída                                           | Ganadora     | [ 22 ] |
| St. Louis Film Critics Association                    | 17 de diciembre de 2023  | Mejor guion original                                                    | Arthur Harari y Jurtin Triet                                    | Nominados    | [ 22 ] |
| Dallas–Fort Worth Film Critics Association            | 18 de diciembre de 2023  | Top 10 películas del año                                                | Anatomia de una caída                                           | Octavo lugar | [ 23 ] |
| Dallas–Fort Worth Film Critics Association            | 18 de diciembre de 2023  | Mejor actriz                                                            | Sandra Hüller                                                   | Quinto lugar | [ 23 ] |
| Dallas–Fort Worth Film Critics Association            | 18 de diciembre de 2023  | Mejor película en lengua extranjera                                     | Anatomia de una caída                                           | Ganadora     | [ 23 ] |
| Dallas–Fort Worth Film Critics Association            | 18 de diciembre de 2023  | Mejor guion                                                             | Arthur Harari y Justine Triet                                   | Subcampeona  | [ 23 ] |
| Toronto Film Critics Association                      | 17 de diciembre de 2023  | Mejor director                                                          | Justine Triet                                                   | Subcampeona  | [ 24 ] |
| Toronto Film Critics Association                      | 17 de diciembre de 2023  | Mejor actuación protagonista                                            | Sandra Hüller                                                   | Ganadora     | [ 24 ] |
| Toronto Film Critics Association                      | 17 de diciembre de 2023  | Mejor guion original                                                    | Arthur Harari y Justine Triet                                   | Subcampeona  | [ 24 ] |
| Toronto Film Critics Association                      | 17 de diciembre de 2023  | Mejor película internacional                                            | Anatomia de una caída                                           | Subcampeona  | [ 24 ] |
| San Diego Film Critics Society                        | 19 de diciembre de 2023  | Mejor actriz                                                            | Sandra Hüller                                                   | Subcampeona  | [ 25 ] |
| San Diego Film Critics Society                        | 19 de diciembre de 2023  | Mejor guion original                                                    | Justine Triet y Arthur Harari                                   | Nominados    | [ 25 ] |
| San Diego Film Critics Society                        | 19 de diciembre de 2023  | Mejor película en lengua extranjera                                     | Anatomia de una caída                                           | Ganadora     | [ 25 ] |
| San Diego Film Critics Society                        | 19 de diciembre de 2023  | Mejor montaje                                                           | Laurent Sénéchal                                                | Ganadora     | [ 25 ] |
| San Diego Film Critics Society                        | 19 de diciembre de 2023  | Mejor actuación juvenil                                                 | Milo Machado Graner                                             | Subcampeona  | [ 25 ] |
| Florida Film Critics Circle Awards                    | 21 de diciembre de 2023  | Mejor actriz                                                            | Sandra Hüller                                                   | Subcampeona  | [ 26 ] |
| Florida Film Critics Circle Awards                    | 21 de diciembre de 2023  | Mejor guion original                                                    | Justine Triet y Arthur Harari                                   | Nominados    | [ 26 ] |
| Florida Film Critics Circle Awards                    | 21 de diciembre de 2023  | Mejor película en lengua extranjera                                     | Anatomia de una caída                                           | Ganadora     | [ 26 ] |
| Astra Film and Creative Arts Awards                   | 6 de enero de 2024       | Mejor película internacional                                            | Anatomia de una caída                                           | Ganadora     | [ 27 ] |
| Astra Film and Creative Arts Awards                   | 6 de enero de 2024       | Mejor cineasta internacional                                            | Justine Triet                                                   | Nominada     | [ 27 ] |
| Astra Film and Creative Arts Awards                   | 6 de enero de 2024       | Mejor actriz internacional                                              | Sandra Hüller                                                   | Ganadora     | [ 27 ] |
| Astra Film and Creative Arts Awards                   | 6 de enero de 2024       | Mejor guion original                                                    | Justine Triet y Arthur Harari                                   | Nominada     | [ 27 ] |
| Astra Film and Creative Arts Awards                   | 26 de febrero de 2024    | Mejor montaje                                                           | Laurent Sénéchal                                                | Nominada     | [ 27 ] |
| Golden Globe Awards                                   | 7 de enero de 2024       | Mejor película de drama                                                 | Marie-Ange Luciani y David Thion                                | Nominados    | [ 28 ] |
| Golden Globe Awards                                   | 7 de enero de 2024       | Mejor película de habla no inglesa                                      | Marie-Ange Luciani y David Thion                                | Ganadores    | [ 28 ] |
| Golden Globe Awards                                   | 7 de enero de 2024       | Mejor guion original                                                    | Justine Triet y Arthur Harari                                   | Ganadores    | [ 28 ] |
| Golden Globe Awards                                   | 7 de enero de 2024       | Mejor actriz de drama                                                   | Sandra Hüller                                                   | Nominada     | [ 28 ] |
| Critics' Choice Movie Awards                          | 14 de enero de 2024      | Mejor actriz                                                            | Sandra Hüller                                                   | Nominada     |        |
| Critics' Choice Movie Awards                          | 14 de enero de 2024      | Mejor película en lengua extranjera                                     | Anatomia de una caída                                           | Ganadora     |        |
| Lumières Award                                        | 22 de enero de 2024      | Mejor película                                                          | Anatomia de una caída                                           | Ganadora     | [ 29 ] |
| Lumières Award                                        | 22 de enero de 2024      | Mejor director                                                          | Justine Triet                                                   | Nominada     | [ 29 ] |
| Lumières Award                                        | 22 de enero de 2024      | Mejor actriz                                                            | Sandra Hüller                                                   | Ganadora     | [ 29 ] |
| Lumières Award                                        | 22 de enero de 2024      | Actor más prometedor                                                    | Milo Machado Graner                                             | Nominado     | [ 29 ] |
| Lumières Award                                        | 22 de enero de 2024      | Mejor guion                                                             | Justine Triet y Arthur Harari                                   | Ganadores    | [ 29 ] |
| Lumières Award                                        | 22 de enero de 2024      | Mejor fotografía                                                        | Simon Beaufils                                                  | Nominado     | [ 29 ] |
| London Film Critics' Circle                           | 4 de febrero de 2024     | Mejor película                                                          | Anatomia de una caída                                           | Nominada     | [ 30 ] |
| London Film Critics' Circle                           | 4 de febrero de 2024     | Mejor actriz                                                            | Sandra Hüller                                                   | Nominada     | [ 30 ] |
| London Film Critics' Circle                           | 4 de febrero de 2024     | Mejor guion                                                             | Justine Triet y Arthur Harari                                   | Ganadores    | [ 30 ] |
| London Film Critics' Circle                           | 4 de febrero de 2024     | Mejor película extranjera                                               | Anatomia de una caída                                           | Nominada     | [ 30 ] |
| Premios Goya                                          | 10 de febrero de 2024    | Mejor película europea                                                  | Anatomia de una caída                                           | Ganadora     |        |
| Premios de la Sociedad Internacional de Cinéfilos     | 10 de febrero de 2024    | Mejor película                                                          | Anatomia de una caída                                           | Nominado     | [ 31 ] |
| Premios de la Sociedad Internacional de Cinéfilos     | 10 de febrero de 2024    | Mejor director                                                          | Justine Triet                                                   | Nominado     | [ 31 ] |
| Premios de la Sociedad Internacional de Cinéfilos     | 10 de febrero de 2024    | Mejor actriz                                                            | Sandra Hüller                                                   | Ganador      | [ 31 ] |
| Premios de la Sociedad Internacional de Cinéfilos     | 10 de febrero de 2024    | Mejor actor de reparto                                                  | Milo Machado Graner                                             | Nominado     | [ 31 ] |
| Premios de la Sociedad Internacional de Cinéfilos     | 10 de febrero de 2024    | Mejor reparto                                                           | Anatomia de una caída                                           | Nominado     | [ 31 ] |
| Premios de la Sociedad Internacional de Cinéfilos     | 10 de febrero de 2024    | Mejor guion original                                                    | Justine Triet, Arthur Harari                                    | Ganador      | [ 31 ] |
| Premios de la Sociedad Internacional de Cinéfilos     | 10 de febrero de 2024    | Mejor edición                                                           | Laurent Sénéchal                                                | Ganador      | [ 31 ] |
| Premios de la Sociedad Internacional de Cinéfilos     | 10 de febrero de 2024    | Mejor intérprete revelación                                             | Milo Machado Graner                                             | Nominado     | [ 31 ] |
| Satellite Awards                                      | 18 de febrero de 2024    | Mejor actriz dramática                                                  | Sandra Hüller                                                   | Nominada     | [ 32 ] |
| Satellite Awards                                      | 18 de febrero de 2024    | Mejor guion original                                                    | Justine Triet y Arthur Harari                                   | Nominados    | [ 32 ] |
| Satellite Awards                                      | 18 de febrero de 2024    | Mejor película extranjera                                               | Anatomia de una caída                                           | Nominada     | [ 32 ] |
| Independent Spirit Awards                             | 25 de febrero de 2024    | Mejor película internacional                                            | Anatomia de una caída                                           | Ganadora     | [ 33 ] |
| Alliance of Women Film Journalists                    | 3 de enero de 2024       | Mejor película                                                          | Anatomia de una caída                                           | Nominada     | [ 34 ] |
| Alliance of Women Film Journalists                    | 3 de enero de 2024       | Mejor director                                                          | Justine Triet                                                   | Nominada     | [ 34 ] |
| Alliance of Women Film Journalists                    | 3 de enero de 2024       | Mejor directora                                                         | Justine Triet                                                   | Ganadora     | [ 34 ] |
| Alliance of Women Film Journalists                    | 3 de enero de 2024       | Mejor guionista femenina                                                | Justine Triet                                                   | Nominada     | [ 34 ] |
| Alliance of Women Film Journalists                    | 3 de enero de 2024       | Mejor actriz                                                            | Sandra Hüller                                                   | Nominada     | [ 34 ] |
| Alliance of Women Film Journalists                    | 3 de enero de 2024       | Actuación más atrevida                                                  | Sandra Hüller                                                   | Nominada     | [ 34 ] |
| Alliance of Women Film Journalists                    | 3 de enero de 2024       | Mejor guion original                                                    | Justine Triet y Arthur Harari                                   | Nominados    | [ 34 ] |
| Alliance of Women Film Journalists                    | 3 de enero de 2024       | Mejor montaje                                                           | Laurent Senechal                                                | Nominada     | [ 34 ] |
| Alliance of Women Film Journalists                    | 3 de enero de 2024       | Mejor película de habla no inglesa                                      | Anatomia de una caída                                           | Nominada     | [ 34 ] |
| Premios Óscar                                         | 10 de marzo de 2024      | Mejor película                                                          | Marie-Ange Luciani y David Thion                                | Nominados    | [ 35 ] |
| Premios Óscar                                         | 10 de marzo de 2024      | Mejor dirección                                                         | Justine Triet                                                   | Nominada     | [ 35 ] |
| Premios Óscar                                         | 10 de marzo de 2024      | Mejor actriz                                                            | Sandra Hüller                                                   | Nominada     | [ 35 ] |
| Premios Óscar                                         | 10 de marzo de 2024      | Mejor guion original                                                    | Justine Triet y Athur Harari                                    | Ganadores    | [ 35 ] |
| Premios Óscar                                         | 10 de marzo de 2024      | Mejor montaje                                                           | Laurent Sénéchal                                                | Nominada     | [ 35 ] |
| Premios Gaudí                                         | 18 de enero de 2025      | Mejor película europea                                                  |                                                                 | Ganadora     | [ 36 ] |

## Polémica
En la ceremonia de entrega de la Palma de Oro, la directora Justine Triet pronunció un discurso político crítico sobre la evolución de la política cultural del gobierno francés y cómo ha abordado el movimiento social contra la reforma de las pensiones en Francia a partir de 2023/24.